# 藤春廣輝
藤春廣輝（1988年11月28日—），日本足球運動員，現效力於日職球隊大阪飛腳，前日本國家足球隊成員。

## 俱樂部生涯
藤春广辉1988年出生于大阪，从小学到大学一直没离开大阪的球员，今年是他为球队效力的第9年。这9年中，藤春广辉为球队出战了231场联赛打入过10球，此外他还参加了23场亚冠和24场的日联杯比赛，是大阪飞脚从2012年以来的主力左后卫。
藤春广辉高中时代后进入大阪体育大学，虽然校队在他入校后第二年拿到了总理大臣杯冠军，但是他本人却只能参加关西地区学生联赛的二级联赛。2015年首次入选国家队 。
2013年大阪飞脚降级参加日乙时期，藤春广辉创造了代表球队联赛42场全勤的纪录。

## 國家隊生涯
藤春广辉在2015年入选了日本国家足球队，但一共只出战过3场比赛，还都是预选赛。不过他以超龄球员身份代表日本参加了2016年里约奥运会，结果在与哥伦比亚的比赛中打入一记乌龙球。

## 外部連結
- ガンバ大阪による公式プロフィール
- 日本職業足球聯賽中的藤春廣輝 （日語）
- 藤春廣輝オフィシャルブログ by LaBOLA （页面存档备份，存于）
- 藤春廣輝的X（前Twitter）